# Trepidarioides taeniatus
Trepidarioides taeniatus är en tvåvingeart som först beskrevs av Macquart 1843.  Trepidarioides taeniatus ingår i släktet Trepidarioides och familjen skridflugor.
Artens utbredningsområde är Réunion. Inga underarter finns listade i Catalogue of Life.